# Luigi Serra
Luigi Serra, född den 8 juni 1846 i Bologna, död den 11 juli 1888, var en italiensk målare. 
Serra, som hade spanska föräldrar, målade italienska motiv, till en början - påverkad av Fortuny - genrer, sedan landskap från Neapeltrakten, från Rom och från kampagnans sumpmarker med deras febertunga luft: Pontinska träsken, Latinsk jord, Forum Romanum vid soluppgången, Gravgatan i Pompeji, Den heliga lunden. Serra var, skriver Georg Nordensvan i Nordisk familjebok, "en elegant tecknare och en förfinad färgvirtuos". Han målade även porträtt och fresker, exempelvis Intåget i Prag efter slaget på Vita berget 1620 (i Santa Maria della Vittoria i Rom, 1884, teckningen därtill i Roms moderna museum).